# Reichstett
Reichstett é uma comuna francesa na região administrativa de Grande Leste, no departamento Baixo Reno. Estende-se por uma área de 7,61 km². Em 2010 a comuna tinha 4 447 habitantes (densidade: 584,4 hab./km²).